# 2007年北印度洋氣旋季時間軸

## 一月
- 沒有任何熱帶氣旋在北印度洋形成。

## 二月
- 沒有任何熱帶氣旋在北印度洋形成。

## 三月
- 沒有任何熱帶氣旋在北印度洋形成。

## 四月
- 沒有任何熱帶氣旋在北印度洋形成。

## 五月
5月3日
- 5:30 p.m. UTC - 低氣壓 BOB 01 在孟加拉灣形成。

5月5日
- 未知時間 - 低氣壓 BOB 01 在緬甸登陸。
- 未知時間 - 印度氣象部為低氣壓 BOB 01 發出最後報告。

5月13日
- 12 p.m. UTC - 低氣壓 BOB 02 在孟加拉灣形成。

- 未知時間 - 聯合颱風警報中心把低氣壓 BOB 02 編號為熱帶氣旋01B。

5月14日
- 3 a.m. UTC - 印度氣象部升格低氣壓 BOB 02 至氣旋風暴Akash。

5月15日
- 未知時間 - 氣旋風暴Akash在孟加拉和緬甸邊界附近登陸。
- 未知時間 - 印度氣象部為氣旋風暴Akash發出最後報告。

## 六月
6月1日
- 3 a.m. UTC - 熱帶氣旋02A 在阿拉伯海形成。
- 12 p.m. UTC - 印度氣象部確認熱帶氣旋02A為低氣壓 ARB 01。

6月2日
- 9 a.m. UTC - 印度氣象部升格低氣壓 ARB 01 至氣旋風暴Gonu。

6月3日
- 12 a.m. UTC - 印度氣象部升格氣旋風暴Gonu至強烈氣旋風暴Gonu。
- 6 p.m. UTC - 印度氣象部升格強烈氣旋風暴Gonu至非常強烈氣旋風暴Gonu。

6月4日
- 3 p.m. UTC - 印度氣象部升格非常強烈氣旋風暴Gonu至超級氣旋風暴Gonu。
- 9 p.m. UTC - 印度氣象部降格超級氣旋風暴Gonu至非常強烈氣旋風暴Gonu。

6月5日
- 9 p.m. UTC - 非常強烈氣旋風暴Gonu在阿曼登陸。

6月7日
- 12 a.m. UTC - 印度氣象部降格非常強烈氣旋風暴Gonu至強烈氣旋風暴Gonu。
- 2 a.m. UTC - 印度氣象部降格強烈氣旋風暴Gonu至氣旋風暴Gonu。
- 4 a.m. UTC - 氣旋風暴Gonu在伊朗登陸。
- 6 a.m. UTC - 印度氣象部為氣旋風暴Gonu發出最後報告。
- 9 a.m. UTC – 聯合颱風警報中心為熱帶氣旋02A發出最後報告。

6月21日
- 3 a.m. UTC - 低氣壓 BOB 03 在安得拉邦之東南形成。
- 3 p.m. UTC - 聯合颱風警報中心把低氣壓 BOB 03 編號為熱帶氣旋03B。
- 11 p.m. UTC - 低氣壓 BOB 03 在安得拉邦登陸。

6月22日
- 9 a.m. UTC - 聯合颱風警報中心為熱帶氣旋03B發出最後報告。

6月24日
- 3 a.m. UTC - 印度氣象部為低氣壓 BOB 03 發出最後報告。

6月25日
- 3 a.m. UTC - 印度氣象部為低氣壓 BOB 03 重新發出報告。
- 9 a.m. UTC - 聯合颱風警報中心為熱帶氣旋03B重新發出報告。
- 1 p.m. UTC - 巴基斯坦氣象部升格低氣壓 BOB 03 至強烈氣旋風暴Yemyin。（在事後報告中，官方的印度氣象部才將它升格至氣旋風暴Yemyin。）

6月26日
- 3 a.m. UTC - 低氣壓 BOB 03 在俾路支省登陸。
- 未知時間 - 印度氣象部為低氣壓 BOB 03 發出最後報告。
- 9 p.m. UTC - 聯合颱風警報中心為熱帶氣旋03B發出最後報告。

6月28日
- 12 a.m. UTC - 低氣壓 BOB 04 在奧里薩邦之東南形成。
- 3 p.m. UTC - 聯合颱風警報中心把低氣壓 BOB 04 編號為熱帶氣旋04B。

6月29日
- 1 a.m. UTC - 低氣壓 BOB 04 在奧里薩邦登陸。
- 3 p.m. UTC - 聯合颱風警報中心為熱帶氣旋04B發出最後報告。

6月30日
- 9 a.m. UTC - 印度氣象部為低氣壓 BOB 04 發出最後報告。

## 七月
7月4日
- 6 a.m. UTC - 低氣壓 BOB 05 在孟加拉灣形成。
- 未知時間 - 低氣壓 BOB 05 在孟加拉登陸。

7月8日
- 12 p.m. UTC - 印度氣象部為低氣壓 BOB 05 發出最後報告。

7月9日
- 3 a.m. UTC - 低壓區 BOB 05 在印度內陸重新增強至低氣壓 BOB 05。
- 12 p.m. UTC - 印度氣象部為低氣壓 BOB 05 發出最後報告。

## 八月
8月5日
- 12 a.m. UTC - 低氣壓 BOB 06 在布班內斯瓦爾之東南形成。

8月6日
- c. 2 a.m. UTC - 低氣壓 BOB 06 在奧里薩邦登陸。

8月7日
- 12 p.m. UTC - 印度氣象部為低氣壓 BOB 06 發出最後報告。

## 九月
9月21日
- 12 p.m. UTC - 低氣壓 BOB 07 在奧里薩邦之東南形成。

9月22日
- 1 p.m. UTC - 低氣壓 BOB 07 在奧里薩邦登陸。

9月24日
- 12 p.m. UTC - 印度氣象部為低氣壓 BOB 07 發出最後報告。

## 十月
10月27日
- 6 p.m. UTC - 低氣壓 BOB 08 在金奈之東南形成。
- 6 p.m. UTC - 低氣壓 ARB 02 在阿拉伯海形成。

10月28日
- 3 a.m. UTC - 聯合颱風警報中心把低氣壓 ARB 02 編號為熱帶氣旋05A。

10月29日
- 3 a.m. UTC - 印度氣象部為低氣壓 BOB 08 發出最後報告。

## 十一月
11月2日
- 3 a.m. UTC - 聯合颱風警報中心為熱帶氣旋05A發出最後報告。
- 12 p.m. UTC - 印度氣象部為低氣壓 ARB 02 發出最後報告。

11月11日
- 9 a.m. UTC - 低氣壓 BOB 09 在布萊爾港之西南形成。
- 9 a.m. UTC - 聯合颱風警報中心把低氣壓 BOB 09 編號為熱帶氣旋06B。

11月12日
- 3 a.m. UTC - 印度氣象部升格低氣壓 BOB 09 至氣旋風暴Sidr。
- 3 p.m. UTC - 印度氣象部升格氣旋風暴Sidr至強烈氣旋風暴Sidr。
- 6 p.m. UTC - 印度氣象部升格強烈氣旋風暴Sidr至非常強烈氣旋風暴Sidr。

11月15日
- 1 p.m. UTC - 非常強烈氣旋風暴Sidr在西孟加拉邦和奧里薩邦登陸。
- 9 p.m. UTC - 印度氣象部降格非常強烈氣旋風暴Sidr至氣旋風暴Sidr。

11月16日
- 3 a.m. UTC - 聯合颱風警報中心為熱帶氣旋06B發出最後報告。
- 3 a.m. UTC - 印度氣象部降格氣旋風暴Sidr至低氣壓Sidr。
- 3 a.m. UTC - 印度氣象部為低氣壓Sidr發出最後報告。

## 十二月
- 沒有任何熱帶氣旋在北印度洋形成。